# 那嵯涼介
那嵯 涼介（なさ りょうすけ、1965年 - ）は埼玉県出身の格闘技史研究家、ライター。本名非公開。特に、プロレスの源流となったキャッチ・アズ・キャッチ・キャンスタイルのレスリングや、「シューター」や「フッカー」と呼ばれた最強級レスラーの系譜に詳しく、多方面から徹底的に考証、妥協を許さずプロレスの歴史の真実を追求する研究スタイルは群を抜く。ライフワークは古今東西最強レスラー100人のリスト作り。  
柳澤健 (ノンフィクション作家)の著書「1984年のUWF」( 文藝春秋 2017年 61ページ)では、那嵯について「世界一のカール・ゴッチ研究家」という肩書きで紹介している。  
設計事務所勤務の傍ら、格闘技の歴史を調べ始め、流智美と出会い師事。
2008年、流智美の紹介で『Gスピリッツ』（辰巳出版）にて商業誌デビュー。前後編で「Uの源流を探る　カール・ゴッチとキャッチ・アズ・キャッチ・キャン」を発表した。また、同年発売されたDVD『プロレスの神様 カール・ゴッチ』では資料提供のほか、監修者の流智美との対談を行った。
2009年、『Gスピリッツ』11号で「ダニー・ホッジ回想録」を発表。レトロプロレスマニア達の注目を集めただけでなく、同業者達をも唸らせ、"研究家が頼りにする研究家"という地位を獲得した。
2011年、長年消息不明と言われた伝説的強豪ローラン・ボックを発見。 『Gスピリッツ』21号で2万字にも及ぶボックのロングインタビューを実現させた。 那嵯の行動力はプロレスマニア達を驚嘆させただけでなく、ボックの異名「墓掘人」のイメージとは違う、誠実な人間性を引き出してボックの再評価に繋げた。
2011年10月25日、アール・エフ・ラジオ日本「真夜中のハーリー&レイス」に出演。ローラン・ボック電話生出演も実現して話題となった。
2016年、月刊「秘伝」誌(BABジャパン)2016年3月号から不定期連載「キャッチ・アズ・キャッチ・キャン慨史」寄稿開始、現在も連載は継続している。
2016年11月5日、『（仮称）田辺又右衛門とタロー・ミヤケ』単行本製作クラウドファンディングのパトロン限定で、柳澤健 (ノンフィクション作家)と鈴木秀樹 (プロレスラー)を招き三者によるトークショーを開催。
2017年、藤原喜明著『ゴッチ式トレーニング』(新紀元社)の制作に参画、共著者を予定されるが、藤原と対談を行った前田日明との意見の相違からトラブルとなり、その責任を負い共著者を外されたと伝えられる。
2019年10月28日、「Gスピリッツ」誌に寄稿した全記事を一冊に纏めた初著書「最強の系譜 プロレス史 百花繚乱」(新紀元社)を出版した。

## 著書 参考文献
- 『最強の系譜 プロレス史 百花繚乱』 新紀元社、2019年、ISBN 978-4-7753-1759-4